# Evangelische Kirche Hörnsheim

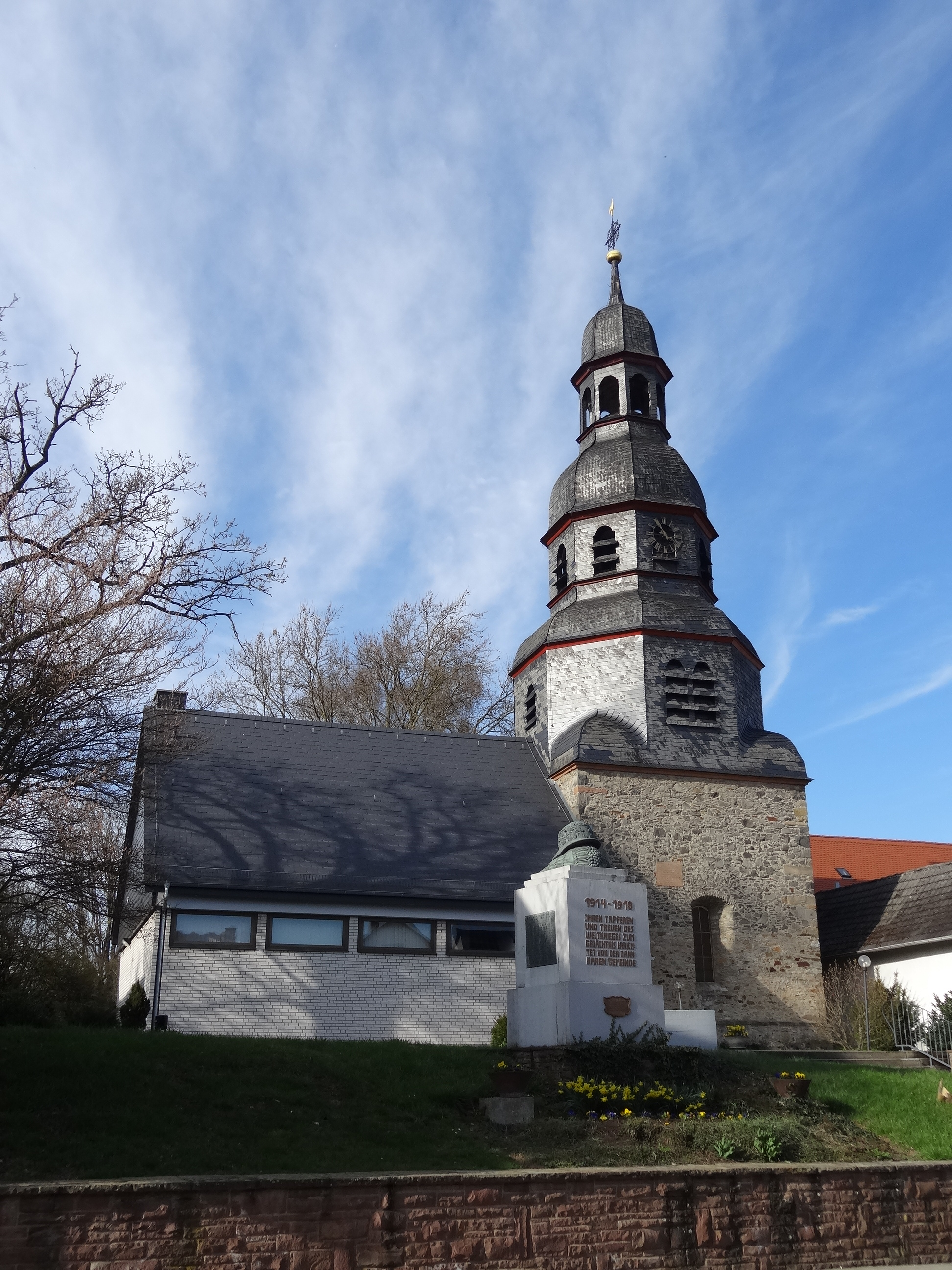
Kirche in Hörnsheim von Süden

Die Evangelische Kirche in Hörnsheim, einem Ortsteil von Hüttenberg im Lahn-Dill-Kreis (Mittelhessen), ist eine Saalkirche aus den Jahren 1968/1969, die anstelle eines Vorgängerbaus aus dem 16. Jahrhundert errichtet wurde. Erhalten blieben der spätgotische, gedrungene Chorturm, der im Jahr 1694 seinen markanten dreigeschossigen Haubenhelm erhielt, und ein Bilderzyklus aus dem Barock. Die Kirche prägt das Ortsbild und ist hessisches Kulturdenkmal.

## Geschichte
Im Jahr 1344 wird erstmals urkundlich eine Kapelle in Hörnsheim genannt, die zur Mutterkirche in Großenlinden gehörte, deren Pfarrei bis zu 22 Dörfer im Hüttenberger Land umfasste. Im Mittelalter war die Gemeinde dem Dekanat Wetzlar und Archidiakonat St. Lubentius Dietkirchen im Bistum Trier zugeordnet. Die Kapelle in Hörnsheim blieb nach der Reformation eine Filiale von Großenlinden. Die Kollatur hatte die Familie Bicken bis 1732 inne, anschließend Nassau-Weilburg.
Als die Reformation ab 1527 in der Pfarrei Großen-Linden eingeführt wurde, war Hörnsheim eine von noch sechs Filialen, die Großen-Linden verblieben waren. Endgültig vollzog die Gemeinde den Wechsel zum evangelischen Bekenntnis im Jahr 1532. Eine Gruppe von Täufern fasste in Hörnsheim Fuß und hatte noch im Jahr 1540 etliche Anhänger. Noch lange Zeit nach der Reformation besuchten die Hörnsheimer regulär die Gottesdienste in Großenlinden. Eine Urkunde aus dem Jahr 1585 bestätigte die Bindung an die Mutterkirche. In Hörnsheim fanden ein- oder zweimal die Woche Betstunden und Sonntagspredigten durch den Großen-Lindener Kaplan außer an den hohen christlichen Feiertagen statt. Der Kaplan oder Diakon von Großen-Linden war gleichzeitig Pfarrer in Hörnsheim. Zudem durften hier nur in Notfällen die Sakramente gespendet werden. Bis zu Beginn des 18. Jahrhunderts mussten die Schulkinder die Schule in Großen-Linden und dort sonntags die Mittagskirche besuchen. Bei einer Visitation im Jahr 1600 attestierte die Gemeinde ihrem Pfarrer die rechtmäßige Lehre. Er selbst war „pleno vino“ (betrunken) und konnte an der Befragung nicht teilnehmen.
Aufgrund eines Blitzeinschlags brannte 1693 der Turmhelm ab, der im folgenden Jahr neu errichtet wurde. Auch der aufgemauerte Turmschaft geriet in Mitleidenschaft und wurde stark erneuert.
Das Hüttenberger Land wurde im Jahr 1703 im Zuge eines Austauschs von Gebietsteilen zwischen Hessen und Nassau aufgeteilt. Hochelheim und Hörnsheim fielen an die Grafschaft Nassau-Weilburg und 1815 an das Königreich Preußen. Sie gehörten in der Folge zum Kreis Wetzlar in der Rheinprovinz. Im Jahr 1703 wurde Hörnsheim Filial der Evangelischen Kirche Lützellinden und bis 1970 seelsorgerlich von Lützellinden versorgt.
Nachdem im Jahr 1966 ein Neubau eines größeren Kirchenschiffs beschlossen worden war, begann die Gemeinde im Januar 1967 mit den ersten Planungen und schrieb einen beschränkten Architektenwettbewerb für das neue Schiff aus. Der letzte Gottesdienst im alten Gebäude fand am 29. Oktober 1967 und der Abriss im November statt. Die Einweihung des Neubaus erfolgte am 13. Juli 1969. Die Gesamtkosten beliefen sich auf 300.00 DM. In die neue Kirche wurde ein Teil des barocken Bilderzyklus übernommen, die früher als Brüstungsmalereien für die Emporen gedient hatten. Die Bilder wurden im Keller eines umsichtigen Presbyters gelagert und um 1989 von Kirchenmaler Bernd Beierlein restauriert. Die Renaissancekanzel mit Schalldeckel wurde entgegen ursprünglichen Plänen nicht wiederverwendet. Die alten Grabsteine, die bisher an der Südmauer der Kirche aufgestellt waren, fanden an einer neuen Mauer nördlich der Kirche ihren neuen Aufstellungsort.
Nachdem sich die politischen Gemeinden Hochelheim und Hörnsheim 1968 zur Gesamtgemeinde Hüttenberg zusammengeschlossen hatten, wurden die beiden Kirchengemeinden Hochelheim mit 1560 und Hörnheim mit 800 Mitgliedern am 3. Juli 1970 pfarramtlich verbunden. Bis dahin wurde Hörnsheim von der Kirche in Lützellinden versorgt. Das Gebiet der vereinigten Kirchengemeinden ist nahezu identisch mit dem der neuen Kommune.
Im August 1970 beschloss das Presbyterium die Anschaffung einer neuen Orgel, die zum Preis von 32.000 DM geliefert und im Dezember 1972 eingeweiht wurde. Im Dezember 1987 brach die Haltestange der Kirchturmspitze, sodass der Wetterhahn herunterfiel. Die gesamte Spitze samt Kugelknauf und Eisenkreuz wurde von Berthold Rödder aus Albstadt erneuert und im Oktober 1988 wieder ihrer Bestimmung übergeben. Seit 2024 wird der Kirchturm grundsaniert.
Am 1. Januar 2008 wurde die Evangelische Kirchengemeinde Hochelheim-Hörnsheim als Nachfolgerin der bis dahin pfarramtlich verbundenen Gemeinden neu gebildet. Die Kirchengemeinde Hochelheim-Hörnsheim gehört zum Evangelischen Kirchenkreis an Lahn und Dill in der östlichen Enklave Braunsfels/Wetzlar in der Evangelischen Kirche im Rheinland.

## Architektur

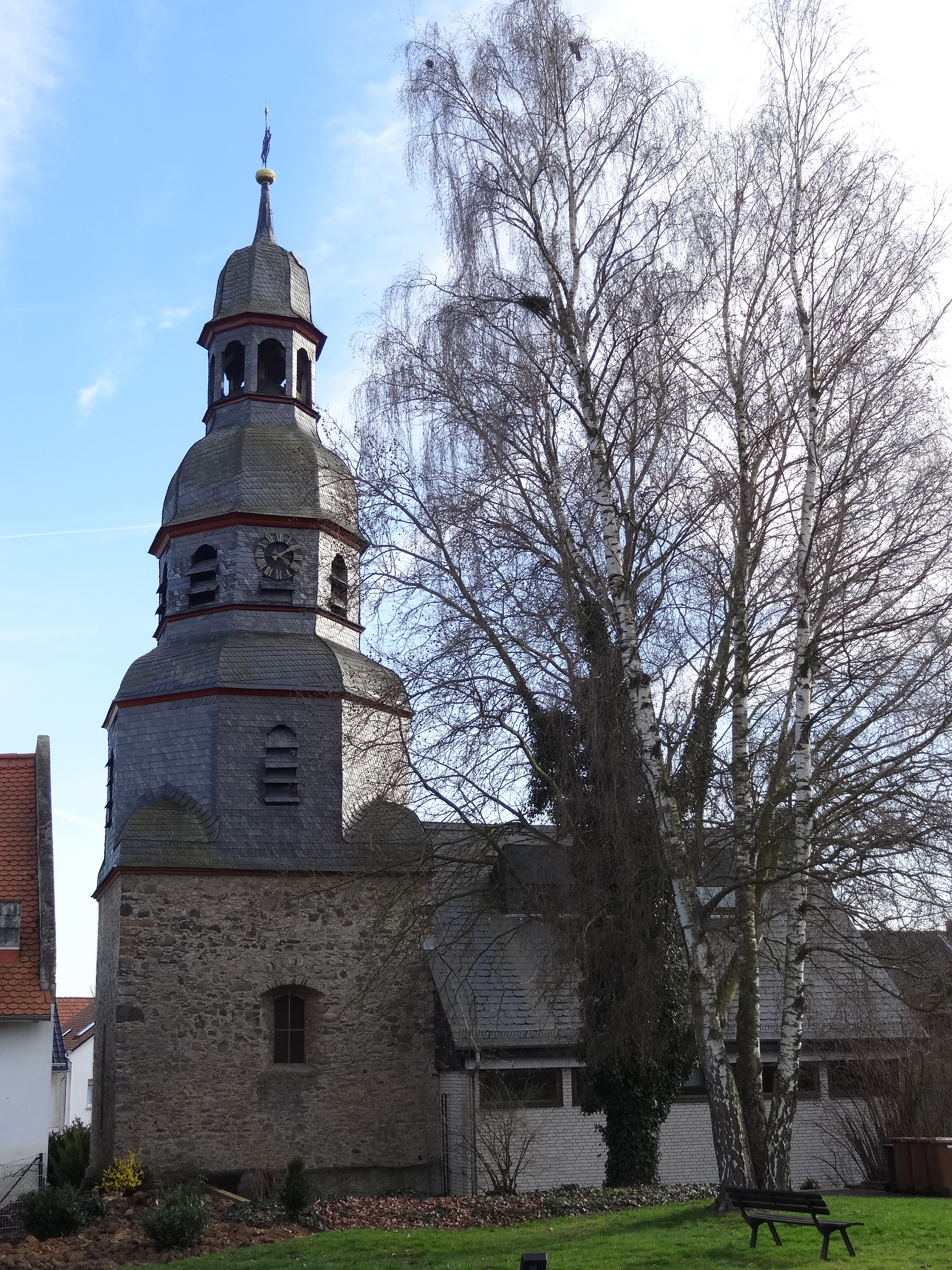
Nordansicht der Kirche

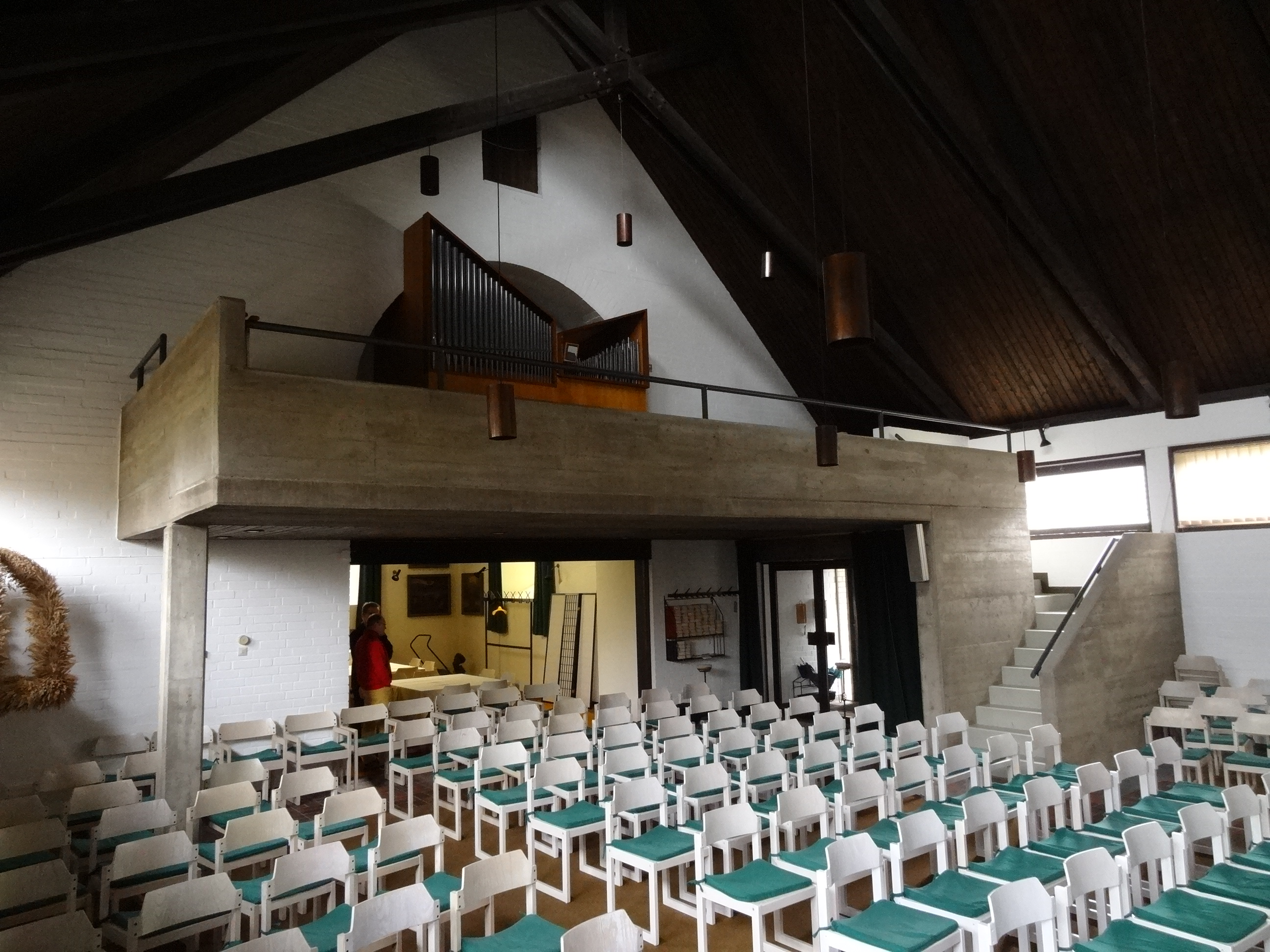
Innenraum mit Blick nach Osten

Die annähernd geostete Kirche ist im Ortszentrum an der Hauptstraße leicht erhöht errichtet. Sie besteht aus einem jüngeren Saalbau auf rechteckigen Grundriss mit einem spätgotischen Chorturm auf quadratischem Grundriss. Das Kirchenschiff von 1969 ersetzt den Vorgängerbau aus dem 16. Jahrhundert, der am Übergang von der Spätgotik zur Renaissance stand. Der alte Saalbau auf rechteckigem Grundriss erreichte nur die Breite des Turmschaftes. Er war mit einem Satteldach bedeckt und wurde an den Langseiten durch flachspitzbogige Fenster belichtet. Die Mauern waren teilweise bis 2 Meter dick. Bis 1967 wurde die Turmhalle als Chor genutzt und die Inneneinrichtung nach Osten ausgerichtet.
Der Turmschaft aus unverputztem Bruchsteinmauerwerk ist quaderförmig und ungegliedert. Die überwölbte Turmhalle wird nach Norden und Süden durch je ein kleines Stichbogenfenster und nach Osten durch ein schmales, hohes Rundbogenfenster mit rotem Sandsteingewände belichtet. Die Rippen des Kreuzgratgewölbes ruhen auf profilierten Konsolsteinen und enden in einem ringförmigen Schlussstein. Eine rechteckige Luke oberhalb der Orgel im Gemeindesaal ermöglicht den Zugang zum Turmobergeschoss. Der dreigeschossige, oktogonale Helmaufbau ist vollständig verschiefert und verjüngt sich nach oben. Geschwungene Pultdächer leiten zum jeweils nächsten Geschoss über. Das erste Geschoss hat an vier Seiten paarweise rundbogige Schallöffnungen, das mittlere acht rundbogige Schalllöcher. Im Mittelgeschoss sind nach Norden und Süden die Ziffernblätter der Turmuhr angebracht. Der Helm hat als oberen Abschluss eine offene Laterne mit Welscher Haube, die von einem vergoldeten Turmknauf, einem schmiedeeisernen Kreuz und einem vergoldeten Wetterhahn bekrönt wird. Die Kirchturmspitze ist 4 Meter hoch und wiegt 75 kg. Eine Schrifttafel aus rotem Sandstein in der Südmauer erinnert an den Neubau des Turmhelms: „ANNO 1694 DEN 7 APRIL / IST DER ERST STEIN GELEGT / AN DISEM THORN WAR PFARR / ER IOHANN PHILLPVS ECKARD / VON GROSSENLINDEN BAV / MEISER IOHANN LVDWIG WIL / VND ANDREAS KÖCHER BVR / GE MEISTER WILLHELM WILL / VND IOHANNES KÖCHER VND / VOR STEHER IOHANNES LAN / G GOTT ERHALT DARIN SEIN WORT“.
Das neue Kirchenschiff geht in seiner Breite über den Turmschaft hinaus. Er ist aus weißen Kalksandsteinen aufgemauert und hat ein verschiefertes Satteldach. Die Kirche wird an den beiden Langseiten durch eine Reihe von hoch sitzenden, querrechteckigen Fenstern belichtet. Die Westseite ist fensterlos und hat ein verschiefertes Giebeldreieck. Ein hölzerner Vorbau mit Giebel ganz im Westen des Schiffs führt zum zweiflügeligen Südportal. Ein großer querrechteckiger Durchbruch unterhalb der Orgelempore öffnet die Turmhalle zum Kirchenschiff.
Die alten Grabsteine an einer separaten Mauer im Norden der Kirche sind aus rotem Sandstein gefertigt. Der älteste wurde für Johannes Zerber geschaffen, Gerichtsschöffe und Kirchensenior von Hörnsheim, der 1662 starb. Ein einzelner Grabstein mit einem halbrunden Abschluss ist an der nördlichen Turmseite aufgestellt.
Ein Ehrenmal vor der Südseite der Kirche aus dem Jahr 1922 erinnert an die Gefallenen des Ersten Weltkriegs. Ein weißer Kubus auf einem Sockel trägt an den Seiten Inschriften mit den Namen der Gefallenen der beiden Weltkriege, an der Vorderseite eine alte eiserne Tafel mit den Namen zweier Gefallener des Deutsch-Französischen Krieges und an der Rückseite eine Inschrift mit einem Gedicht von Matthias Claudius. Ein mit Eichenlaub verzierter Bronzehelm auf einem Lorbeerkranz bildet den oberen Abschluss.

## Ausstattung

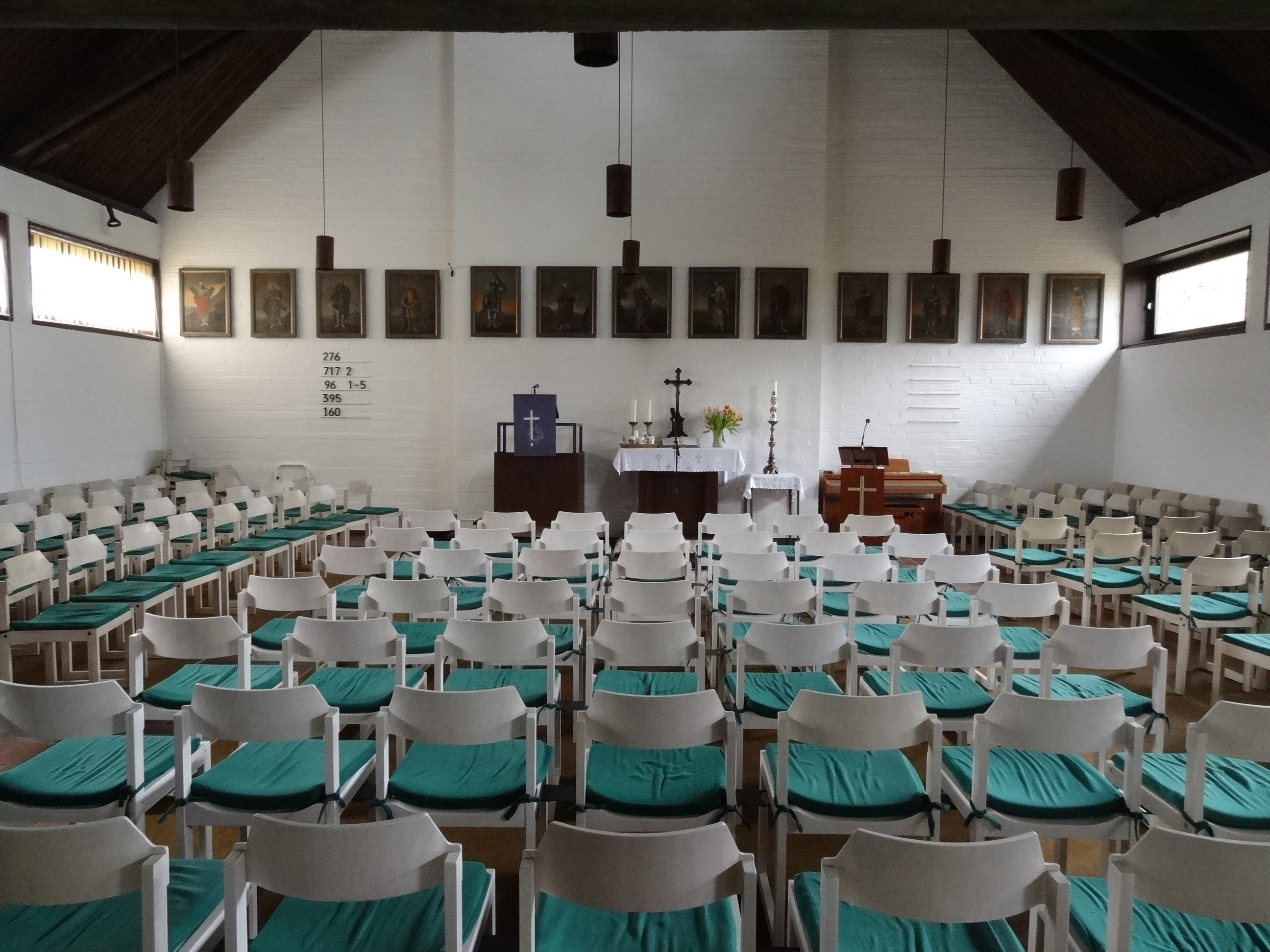
Innenraum mit Blick nach Westen

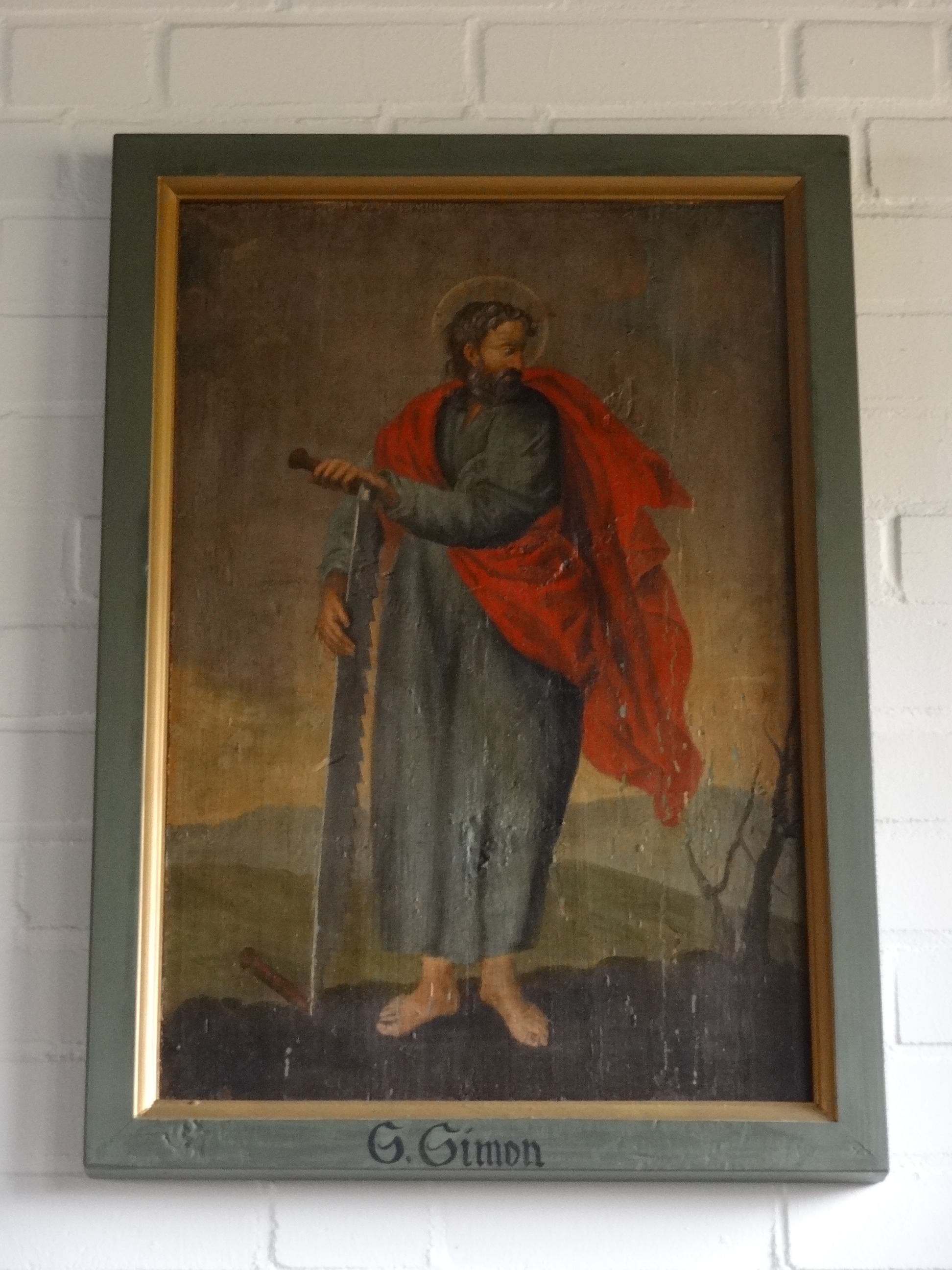
Gemälde mit dem heiligen Simon (mit Säge)

Der Gemeindesaal hat einen offenen Dachstuhl, der mit Holz verkleidet ist. Sich kreuzende Streben stützen das Sparrendach, das an der Nordseite ein durchlaufendes Fensterband als Oberlicht hat. Der Altarbereich liegt im Westen. An der Westwand sind 13 barocke Ölgemälde angebracht, die zentral Christus mit 10 Aposteln zeigen, die außen von Mose und Aaron flankiert werden. Darunter sind Kanzel, Altar und Lesepult aufgestellt, die alle schlicht und funktional aus Holz mit Eisenrahmen gefertigt sind. Die Kirche ist mit weißen Einzelstühlen bestuhlt und bietet 250 Besuchern Platz. An der Ostwand, der Rückseite des Turms, ist eine Orgelempore eingebaut, auf der die Orgel vor einer Rundbogennische steht.
Die Turmhalle setzt den Gemeindesaal fort, kann aber auch von diesem abgetrennt und separat genutzt werden. Hier sind etwa 20 weitere Ölgemälde desselben Künstlers aufgehängt. Sie stellen biblische Szenen aus dem Alten und Neuen Testament, aber auch außerbiblische Figuren wie Paulus von Theben dar, die mit ihren jeweiligen Attributen gezeigt werden. Unterhalb der Bilder sind auf dem Rahmen die Namen der betreffenden Person oder die Bibelstelle aufgemalt.

## Orgel

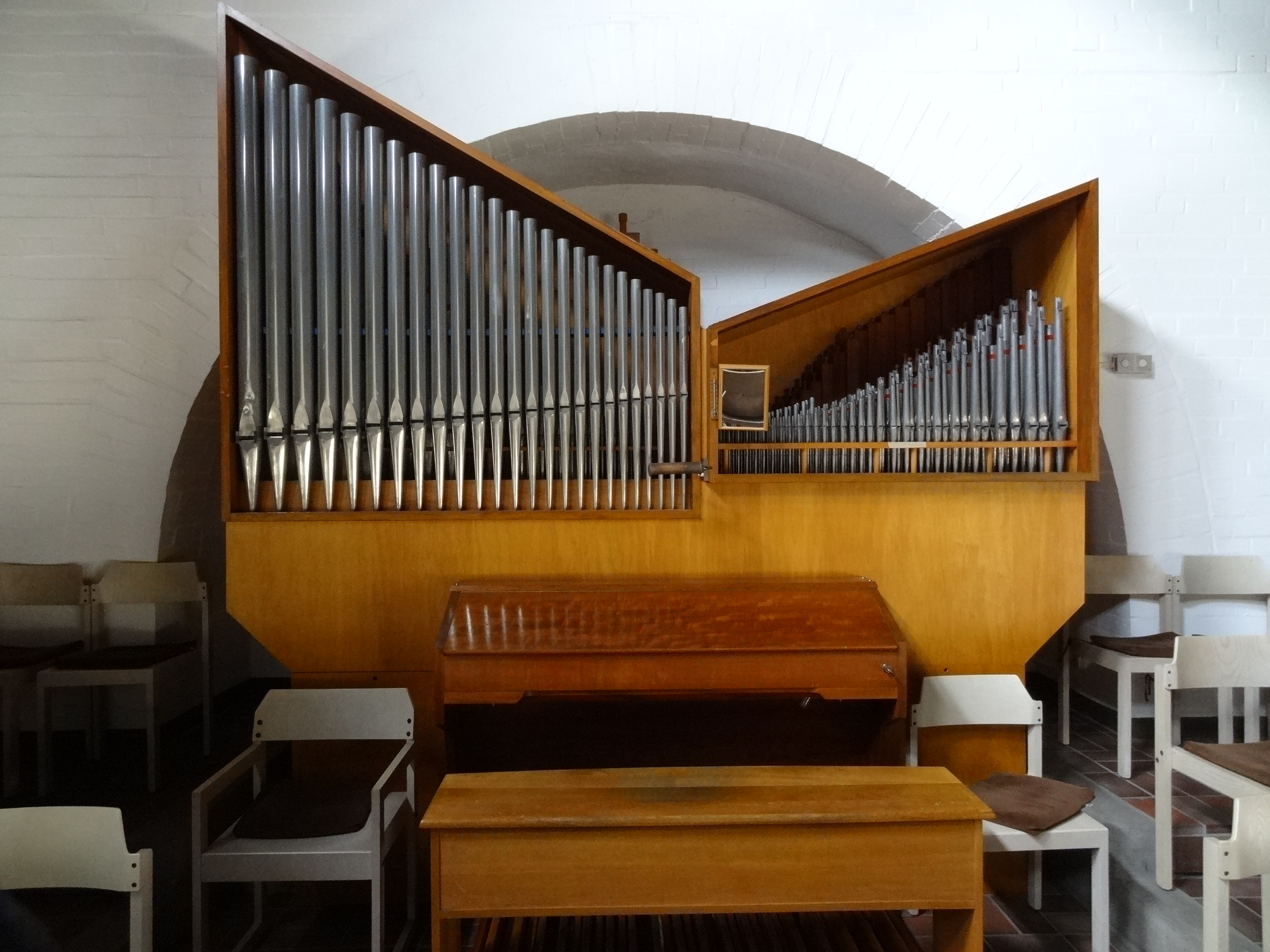
Orgel in Hörnsheim

Von einer Orgel ist erstmals im Jahr 1710 die Rede, als der Schulmeister entlohnt wird. 1727 und 1783 folgten Reparaturen. Orgelbauer Dreuth arbeitete 1770 an den Bälgen und führte 1795 Wartungsarbeiten aus. Die Gemeinde beschloss 1796 eine Vergrößerung der Orgel um einige Register durch Orgelbauer Johann Peter Rühl aus Gießen. Hugo Böhm aus Gotha schuf 1890 ein neues Werk mit zehn Registern auf zwei Manualen und Pedal. Günter Hardt aus Möttau errichtete im Jahr 1972 eine neue Orgel, die über acht Register verfügt, die sich auf zwei Manuale und Pedal verteilen. Der Prospekt wird durch zwei offene trapezförmige Kästen geprägt. Die vorderspielige Orgel hat folgende Disposition:
| I Hauptwerk C–g3 |    |
| Rohrflöte        | 8′ |
| Prinzipal        | 4′ |
| Mixtur III       | 2′ |

| II Nebenwerk C–g3 |       |
| Gedackt           | 8′    |
| Pommer            | 4′    |
| Waldflöte         | 2′    |
| Sesquialtera II   | 2 ⁄3′ |

| Pedal C–f1 |     |
| Subbaß     | 16′ |

- Koppeln: II/I, I/P, II/P

## Glocken
Der Kirchturm beherbergt ein Dreiergeläut. Glockengießer Siegmund Arnold aus Fulda goss 1596 eine Glocke mit dem Schlagton fis1 für Hörnsheim, die nicht mehr vorhanden ist. Sie trug die Inschrift „Siegmundta, Arnoltta von KleinFulta gos mich. Der Kleinkirchen din ich, zu gotes word rof ich 1596“. Heinrich Wilhelm Rincker goss 1772 eine Glocke und Friedrich Wilhelm Otto aus Gießen 1787 zwei weitere. Die von 1772 und eine von 1787 wurden 1906 durch zwei Glocken von Pfeiffer aus Kaiserslautern ersetzt. Als 1920 die andere Otto-Glocke zersprang, ließ die Gemeinde drei neue Glocken von Rincker gießen. Diese wurden im Zweiten Weltkrieg zu Rüstungszwecken abgeliefert und 1950 durch drei neue Rincker-Glocken ersetzt, deren Tonkombination im Te Deum erklingt.
| Nr. | Gussjahr | Gießer, Gussort | Schlagton |
| --- | -------- | --------------- | --------- |
| 1   | 1950     | Rincker, Sinn   | f1        |
| 2   | 1950     | Rincker, Sinn   | as1       |
| 3   | 1950     | Rincker, Sinn   | b1        |